# 何沾
何沾（1464年—1514年），字宗澤，號铁峰，廣東廣州府順德縣人，軍籍，明朝政治人物。

## 生平
弘治十一年（1498年）戊午科廣東鄉試第十二名舉人。弘治十五年（1502年）中式壬戌科會試第九十八名，三甲第一百八十二名進士。授行人，赐一品服、奉使諭祭安南。正德三年（1508年）七月擢授南京廣西道監察御史。官至福州府知府。

## 家族
曾祖何源澄；祖父何景隆；父何瑀，母羅氏。具庆下。弟何潜、何淳（同科進士）、何汤、何濋、何澍、何法。堂侄何繼之、何允魁，俱進士。